# Zdravko Čolić
Zdravko Čolić (cirill betűs szerb írással: Здравко Чолић) (Szarajevó, 1951. május 30.) boszniai szerb énekes.

## Élete

### Fiatalkora
Vladimir és Stana Čolić gyermeke, szülei Trebinjéből érkeztek Szarajevóba. Zdravko fiatalon a sport iránt tanúsított érdeklődést, futballozott, valamint 11.3 másodperc alatt futotta le a 100 méteres távot. Később azonban felhagyott a sporttal kapcsolatos ambícióival a szigorú követelmények miatt. Zdrvako a Vladimir Perić Valter általános iskolába járt, mellette pedig gitározni tanult egy zeneiskolában. Néha az Ifjúsági Színházban is feltűnt egy-egy színdarabban. 1968 novemberében, mikor Baošićiban töltött néhány napot, Nedim Idrizović nevű barátja rábeszélte hogy jelentkezzen a közeli Bijelában megrendezendő amatőr énekversenyre. Végül második helyezést ért el a Beatles Lady Madonna című számával.

### Ambasadori
Miután visszatért Szarajevóba, belépett a Mladi i lijepi (fiatalok és szépek) nevű zenekarba. 1969-ben, érettségi vizsgájának idején átigazolt az Ambasadorihoz. Ennek a zenekarnak a tagjai Slobodan Vujović és Zdravko Čolić kivételével mind újoncok voltak a hadseregben, főként rhythm & blues-t játszottak. Vujović és Čolić nemsokára kiléptek és létrehozták a Novi Ambasadorit, melybe még négy tag lépett be: Perica Stojanović dobos, Vlado Pravdić orgonista, Lale Stefanović szaxofonos és Zlatko Hold basszista. Repertoárjuk Led Zeppelin, Blood, Sweat & Tears és Creedence Clearwater Revival számokból és más R&B műfajú dalokból állt. 1970 nyarán együtt léptek fel az Indexi együttessel. 1971-ben beneveztek a Vaš šlager sezone című szarajevói dalfesztiválra, melyen hetedik helyezést értek el Plačem za tvojim usnama c. számukkal. Ez volt egyben első televíziós fellépüsük is, melynek köszönhető nagyobb nyilvánosság előtt is ismertté váltak. A tévénézők között volt Kornelije Kovač dalszerző-énekes is, akit lenyűgözött Čolić hangja és színpadi megjelenése.

### Korni grupa
1971 nyarán találkoztak először Kornelije Kovačcsal, aki szemtanúja volt mostari fellépésének és meghívta őt a Korni grupába, a nemrég távozott Dado Topić helyére. Kapva a lehetőségen, 1971. szeptember 10-én Čolić Belgrádba költözött. Az együttessel közös karrierje azonban nem sokáig tartott, mivel progresszív stílusukhoz nem tudott idomulni. Három számot vettek fel közösen, ezek: a Kukavica, a Gospa Mica gazdarica és a Pogledaj u nebo. Hat hónappal később visszatért Szarajevóba, úgy döntött hogy szólókarrierrel próbálkozik.

### Szólókarrier
1972-ben megint fellépett a szarajevói Vaš šlager sezone fesztiválon, egy Kemal Montenóval közösen írt dalt adott elő (Sinoć nisi bila tu), melyet eredetileg Josipa Lisacnak szántak, de az énekesnő az utolsó pillanatban visszalépett. Kovačcsal közösen vendégei voltak az Obraz uz obraz című tévéműsornak is, majd még ugyanebben az évben Čolić szerepelt Split fesztiválon a Stara pjesma (régi dal) című számával, a pristinai majd a Skopje Fesztiválon is, utóbbin a Moj bol-t adta elő. Utána körútra indult a Szovjetunióba az Indexivel, Bisera Velentanlićcsal, Sabahudin Kurttal és Sabina Varešanovićcsal.
A nagy áttörés 1973-ban érkezett, mikor az Opatija Fesztivált a Kemal Monteno által írt Gori vatra (Ég a tűz) c. dallal megnyerte, így Jugoszláviát képviselhette az 1973-as Eurovíziós Dalfesztiválon az év április 7-én Luxemburgban. Ezután több különböző fesztiválon részt vett, 1974. november 23-án a belgrádi Hit paradat megnyerte az Ona spava (A lány alszik) című dallal, melyet Kornelije Kovač írt. Ekkoriban a német WEA céggel is aláírt egy szerződést, két számot fel is vettek, a producerek pedig mivel a szláv nevet nehezen kiejthetőnek ítélték meg, Dravco név alatt jelentek meg dalai. Mivel azonban Čolić nem szándékozott Németországba költözni, így az ottani karrierről lemondott.

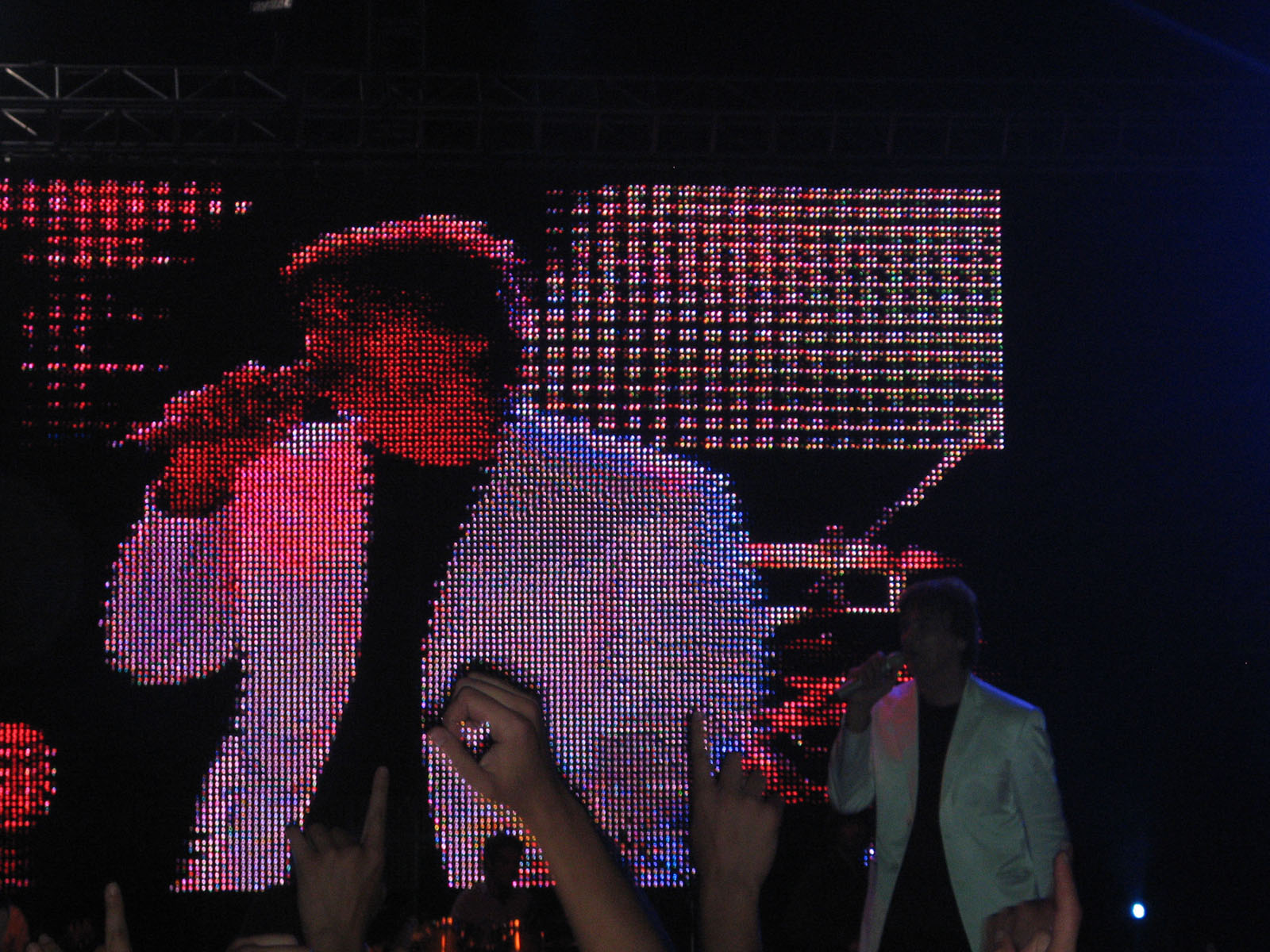
Zdravko Čolić egyik 2008-as, piroti koncertjén

Első szólólemeze a Ti i ja (Te és én) volt 1975-ben. Második albuma, az 1977-es Ako priđeš bliže (Ha közelebb jössz) 900 000 példányban kelt el. Jugoszlaviában John Travoltához hasonlították, mivel hasonlóképpen kiválóan tudott táncolni. Néha még gitáron is játszott. 1978 tavaszán-nyarán koncertkörutat tett Jugoszláviában. Ennek két utolsó állomása Belgrádban volt az FK Crvena Zvezda stadionjában szeptember 5-én, illetve két nappal később Szarajevóban. Karrierjének csúcspontját az 1980-as évek elején érte el, mikoris az egykori Jugoszlávia legnépszerűbb popsztárjaként tartották nyilván.
1983-ban Čolić Szarajevóból Ljubljanába költözött, ahol Goran Bregovićtyal közösen saját vállalkozásba fogtak, megalapították a Kamarad lemezkiadót. Čolić később Zágrábban lakott néhány évig, mielőtt 1990-ben Belgrádba költözött, ahol a mai napig él. A délszláv háború után visszatért a zenei életbe, és ugyanolyan népszerű, mint egykoron.

### Család
Nős, két lány édesapja.

## Lemezei

### Kislemezek
- "Sinoć nisi bila tu" / "Tako tiho" (1972)
- "Pod lumbrelom" / "Stara pisma" (1972)
- "Gori vatra" / "Isti put" (1973)
- "Blinge blinge blinge bling" / "Julija" (1973)
- "Nedam ti svoju ljubav" / "Zelena si rijeka bila" (1973)
- "Dome moj" / "Ljubav je samo riječ" (1974)
- "Madre Mia / "Rock n roll himmel" (released in Germany) (1974)
- "Alles was ich hab / "Lampenfieber" (released in Germany) (1974)
- "Ona spava" / "Zaboravi sva proljeća" (1975)
- "April u Beogradu" / "Svitanje" (1975)
- "Zvao sam je Emili" / "Sonata" (1975)
- "Ti si bila, uvijek bila" / "A sad sam ja na u redu" (1976)
- "Ljubav ima lažni sjaj / "Balerina" (1977)
- "Živiš u oblačima / Zašto spavaš" (1977)
- "Loš glas / "Ne mogu biti tvoj" (1978)
- "Light me" / "I'm not a robot man" (released in Germany) (1978)
- "Druže Tito, mi ti se kunemo" / "Titovim putem" (1980)

### Stúdióalbumok
- Ti i ja (You And Me) (1975)
- Ako priđeš bliže (If You Come Closer) (1977)
- Zbog tebe (Because Of You) (1980)
- Malo pojačaj radio (Turn Up The Radio A Bit) (1981)
- Šta mi radiš (What Are You Doing To Me?) (1983)
- Ti si mi u krvi (You Are In My Blood) (1984)
- Rodi me majko sretnog (Born Me Lucky, Mother) (1988)
- Da ti kažem šta mi je (To Tell You What I'm Going Through) (1990)
- Kad bi moja bila (If You Were Mine) (1997)
- Okano (2000)
- Čarolija (Enchantment) (2003)
- Zavičaj (Homeland) (2006)
- Kad pogledaš me preko ramena (When you look at me over the shoulder) (2010)
- Vatra i Barut (Fire and gunpowder) (2013)

### Koncertfelvételek
- Belgrade Arena (2005) (live double-CD)

### Válogatások
- Pjesme koje volimo (The Songs We Like) (1991)
- Prvi i posljednji (The First and the Last) (1995)
- Zauvek (Forever)(1998)
- Zauvek 2 (Forever 2) (1999)
- 7X Čola Box Set (2000)
- Balade (The Ballads)(2002)
- The Best of Zdravko Čolić (double-CD set)(2004)
- The best of Zdravko Čolić (2008)

## Külső hivatkozások
- Hivatalos honlap